# Charles Palissot de Montenoy
Charles Palissot de Montenoy, né à Nancy le 3 janvier 1730 et mort à Paris le 15 juin 1814, est un auteur dramatique lorrain, puis français, méconnu, admirateur et disciple de Voltaire, mais paradoxalement souvent dénoncé comme opposant antiphilosophe aux Philosophes, notamment pour sa critique de Diderot et des Encyclopédistes. Il est l'auteur de la comédie Les Philosophes, qui eut un énorme succès et fit scandale en 1760.

## Biographie
Charles Palissot de Montenoy était le fils d'Hubert Palissot, célèbre avocat nancéien, et d'une mère d’origine bourgeoise autrichienne. Il montra une précocité si extraordinaire que dom Calmet en fit mention dans sa Bibliothèque de Lorraine : il entra très jeune au collège des Jésuites de Nancy, puis termina sa philosophie à l'université de Pont-à-Mousson, alors qu'il n'était âgé que de 12 ans. Il y suivit ensuite les cours de théologie puis vint à Paris, à l'âge de quatorze ans, pour étudier le droit afin d’entrer ou dans le clergé ou au barreau. Une fois dans la capitale, il commença à fréquenter la Comédie Française et l'élite sociale. Il composa alors deux tragédies : Pharaon (1748), qui ne fut pas représentée, et Zarès (1751), qui eut trois représentations. Entretemps, et non sans avoir fait un bref passage au sein de la congrégation de l'Oratoire, il s’était marié alors qu’il n'était âgé que de 18 ans. Dans une série de lettres écrites entre 1750 et 1754, il décrit à son ami Claude-Pierre Patu ses rencontres avec des écrivains tels que Marmontel, des aristocrates comme la duchesse de Luxembourg et le comte de Stainville, et les actrices Clairon et Quinault. Dans ces lettres, Palissot se présente comme un écrivain aspirant en marge de la cour, où il espère attirer l'attention et le soutien financier qui pouvait empêcher un homme de lettres de devenir « l'esclave né de qui achète ses œuvres… C'est une consolation, c'est une consolation, mon cher ami, au milieu de ce harcèlement littéraire, d'avoir des protecteurs dignes de foi... ce que l'on aime uniquement pour eux-mêmes, indépendamment de tout intérêt. »
Ses premiers essais de versification classique et de tragédie attirèrent l'attention du roi Stanislas Ier à Nancy où, alors qu'il n'avait publié que quelques brochures, dont un opuscule de critique qui louait Montesquieu et Voltaire, il fut admis dès 1753 au sein de la Société royale des Sciences et Belles-Lettres de Nancy. Cette affiliation le met en relation avec le comte de Stainville, aristocrate lorrain futur duc de Choiseul. En 1754, sa pièce Les Tuteurs fut reçue avec succès à la Comédie-Française, puis il donna une petite comédie à sujet oriental, Le Barbier de Bagdad. Protégé du clan Choiseul, appuyé tant par Voltaire que par le critique Fréron, le jeune auteur semblait promis à une belle carrière. Des poèmes pleins de flatteries adressés à de hauts personnages de la Cour eurent leur récompense sous forme d'une nomination à la recette générale des tabacs d'Avignon (1756), poste lucratif qui lui permit d'acheter une belle propriété à Argenteuil.

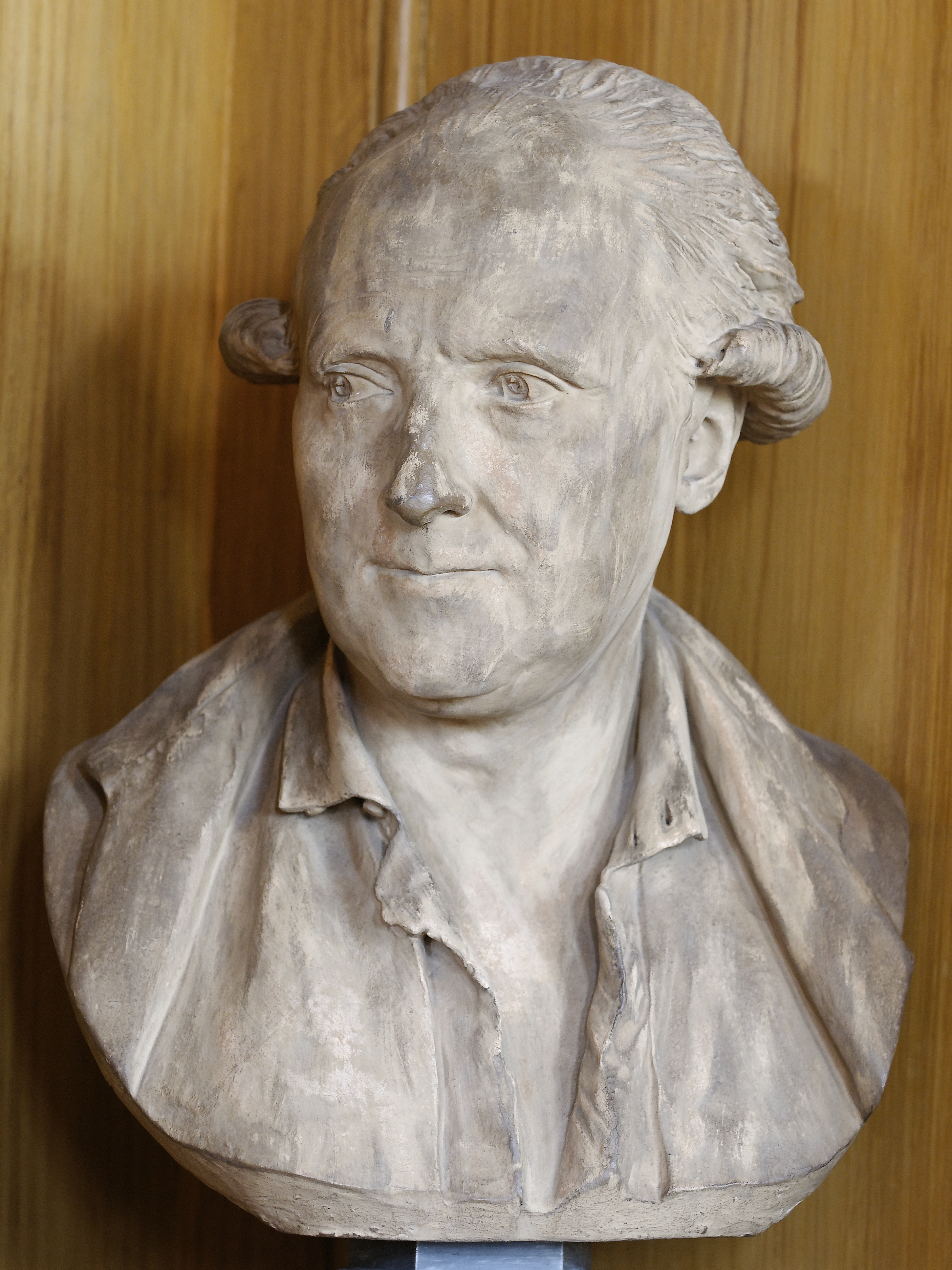
Buste de Ch. Palissot de Montenoy par Jean-Antoine Houdon (1779), conservé à la bibliothèque Mazarine, à Paris.

Cependant, en 1755, alors qu'il avait été chargé de composer une comédie à l'occasion de l'inauguration de la statue de Louis XV à Nancy, en présence du duc de Lorraine, il choisit de présenter un défilé de ridicules, à la manière des Fâcheux de Molière, où il campe un Philosophe dans lequel on pouvait reconnaître Jean-Jacques Rousseau, marchant à quatre pattes et mangeant de la salade, ainsi que le caricature Voltaire dans sa fameuse Lettre à Rousseau du 30 août de la même année. Il croyait plaire au roi Stanislas qui avait composé une réfutation du Discours sur les sciences et les arts. Mais la pièce, d'abord intitulée Les Originaux, et qui s'appela en définitive Le Cercle, provoqua une campagne de délation de d'Alembert et du comte de Tressan, grand maréchal de la cour de Lunéville et ami des Philosophes. Stanislas, influencé par cette cabale, eût censuré le jeune auteur, qui fut sauvé par l'intervention de Jean-Jacques Rousseau lui-même en sa faveur.
Palissot, comprenant qu'il s'était aliéné le camp des Philosophes, devint leur principal ennemi et finit par être identifié à un parti anti-philosophique. Il publia les Petites lettres sur de grands philosophes (1757), qui moquaient leur ton impérieux et grandiloquent, sans attaquer le fond de leur philosophie, à l'exception du Fils naturel de Diderot.

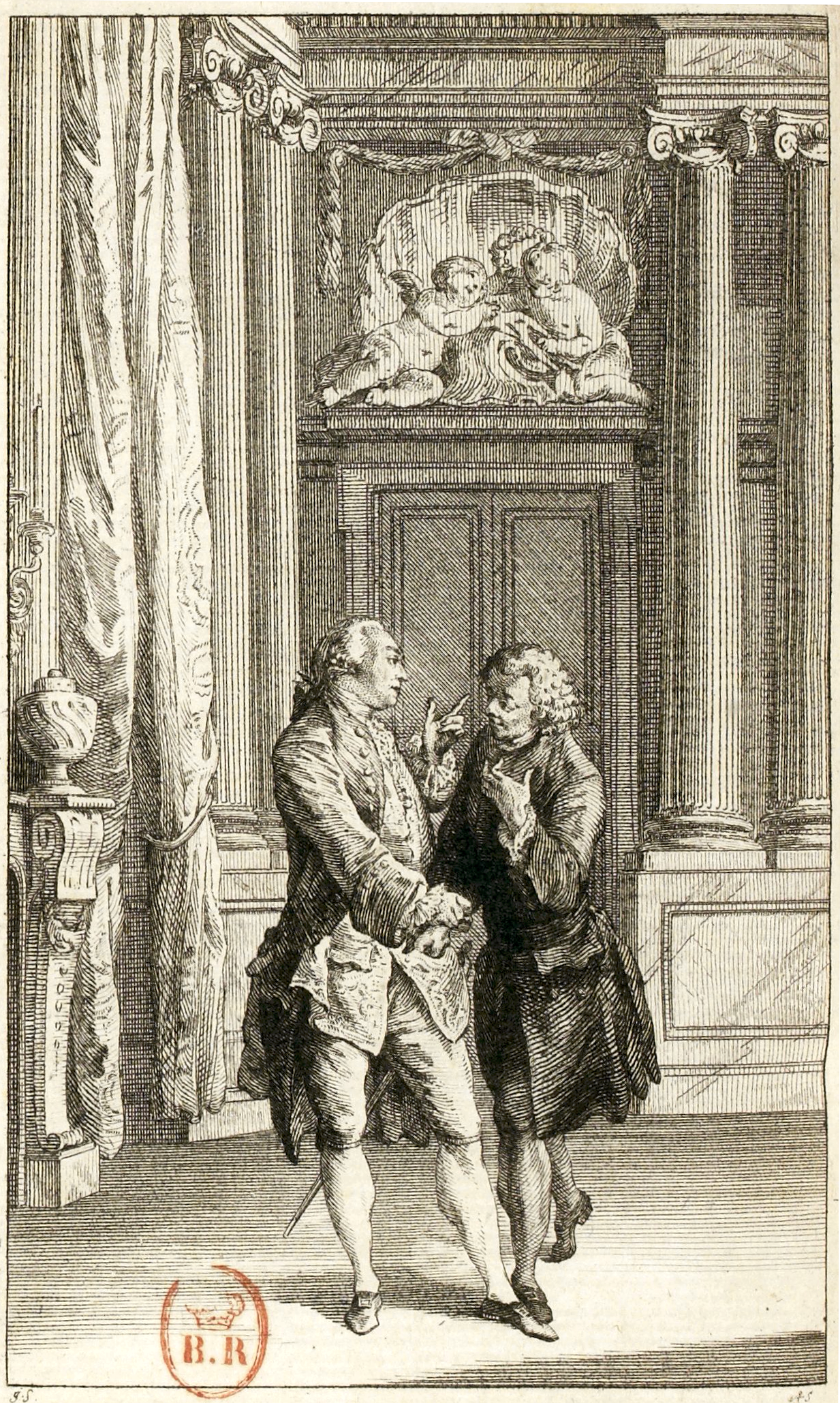
« Vous êtes un fripon, Monsieur le philosophe. » Illustration d’une édition des Philosophes.

Il alla ensuite plus loin à partir des controverses autour de l'Encyclopédie et des tensions entre son protecteur, le duc de Choiseul, et le parti philosophique. Sous le patronage du ministre ainsi que du Dauphin, les Comédiens-Français jouèrent, le 22 mars 1760, la comédie des Philosophes, sur une idée de Fréron, qui était devenu la bête noire de Voltaire. La première eut lieu le 2 mai, devant une salle comble. La pièce, avec l'acteur Préville dans le rôle de Crispin, eut un très grand succès. Elle connut 14 représentations, ce qui est beaucoup à cette époque.
Cette pièce, extrêmement célèbre quoique peu représentée de nos jours, a une intrigue comparable à celle des Femmes savantes. Le style en est percutant, et les sarcasmes adressés aux Philosophes sont mordants. Ils visent à la fois leurs comportements et leurs idées. Si Voltaire, l'ancien protecteur, qu'il admira toujours, est épargné, Rousseau cette fois ménagé, Diderot est ridiculisé dans le personnage de Dortidius. La pièce renferme également des références avérées à Duclos et à Grimm.
La pièce suscita une réaction agacée de Rousseau, qui écrivit au libraire Duchesne qui la lui avait envoyée : « En parcourant, monsieur, la pièce que vous m'avez envoyée, j'ai frémi de m'y voir loué. » Diderot, furieux, se vengea dans Le Neveu de Rameau posthume, où il lance des attaques personnelles très désobligeantes quoique invérifiables contre Palissot. Voltaire ne put, malgré sa sympathie pour Palissot, faire moins que prendre la défense du parti philosophique avec la pièce Le Café ou l'Écossaise présentée prudemment comme une traduction d'une œuvre du frère de David Hume, où il tourna ses sarcasmes contre Fréron caricaturé sous le nom de Wasp (Frelon en anglais). Sedaine de même, s’efforça simplement de réhabiliter l'appellation de « philosophe » dans un genre sérieux nouveau , le drame, avec Le Philosophe sans le savoir de la même année.
Palissot fut contraint par les réactions de poursuivre et d'accentuer son combat. En réponse à une satire publiée par l'abbé Morellet, il ajouta à sa pièce une virulente Préface. Mais il ne retrouva plus la place de premier plan que cette comédie lui avait fait tenir à l'avant-scène de l'actualité littéraire. Son poème satirique inspiré de Pope, La Dunciade ou la Guerre des sots (1764), dans lequel il poursuivait ses attaques contre les Philosophes, n'eut pas autant de succès. Il rencontra ensuite beaucoup d'obstacles pour faire jouer ses pièces, Le Satirique ou l'Homme dangereux (1770) et Les Courtisanes. La seconde fut jugée indécente par les milieux dévots, tandis que la première était l'occasion d'intrigues compliquées, dans lesquelles Palissot lui-même joua un rôle peu clair. Il fit courir le bruit que la pièce était de l'un de ses ennemis et que c'était lui qu'elle attaquait. En définitive, le gouvernement fit interdire l'ouvrage : probablement à la demande du parti philosophique, qui avait de nombreux soutiens à la Cour et qui dénonça les manœuvres de l'auteur. En 1778, il salue à nouveau son ancien protecteur en publiant un Éloge de Voltaire dithyrambique.
En 1782, la Comédie-Française lui rendit hommage en montant quatre de ses pièces, dont Les Philosophes, quoique dans une version édulcorée. Il inspira une vive admiration au jeune Marie-Joseph Chénier, se fit son protecteur et, comme lui, accueillit avec transports la Révolution. Il se mit à pourchasser les acteurs « aristocrates », et prononça même au Club des Jacobins un discours contre la religion, dont la virulence athée alarma dit-on jusqu'à Robespierre. Parallèlement il commence une carrière d'éditeur en éditant les œuvres complètes de Voltaire, Boileau et Corneille.
Les événements avaient néanmoins éprouvé sa fortune. Il avait dû vendre la belle propriété qu'il possédait à Argenteuil et il vivait désormais à Pantin dans une petite maison. Mais en 1795, la Convention, sur le rapport de Marie-Joseph Chénier, lui alloua une importante pension. Il entra dans le mouvement des Théophilanthropes et devint l'un de leurs pontifes. S'étant rallié à Napoléon Bonaparte dès 1797, il entra l'année suivante au Conseil des Anciens au titre du département de Seine-et-Oise et fut nommé « bibliothécaire administrateur perpétuel » de la bibliothèque Mazarine, le 6 février 1805. En 1806, il fit paraître son dernier livre Le Génie de Voltaire apprécié dans tous ses ouvrages, tiré de son édition des Œuvres complètes qui façonne l'image stylisée que les générations du XIXe siècle se feront du grand écrivain. Malgré l'intérêt de son œuvre, il ne fut pas élu à l'Institut de France, et demeura simplement membre correspondant depuis le 13 février 1796, en raison de la rancune tenace de Naigeon, ami de Diderot, qui fit campagne contre lui.
Il est inhumé au cimetière du Père-Lachaise.

## Famille
Charles Palissot de Montenoy a épousé en premières noces, le 6 juin 1748 à Saint-Josse-sur-Mer, Marie Jeanne Fleury (décédée le 11 juillet 1772), dont il a eu deux enfants : le capitaine du génie Hubert Honoré (1749-1784) et Marie-Françoise (née en 1750).
Veuf, il a épousé en secondes noces à Paris Ier, le 27 avril 1773, Agnès Françoise Petit-Radel (1750-1830), dont il a eu une fille : Jeanne Sophie (1778-1839), qui épousera le 1er septembre 1797 à Paris, le chirurgien militaire Ange-Bernard Imbert-Delonnes.

## Hommage
Une rue de Nancy porte son nom depuis 1894.

## Œuvres
Les œuvres de Palissot ont été rassemblées dans trois éditions plus ou moins complètes : l'une publiée à Liège, en 1777, chez Plomteux, 6 vol. in-8º auquel s'est joint un septième tome en 1779, lors de la publication de la seconde édition ; la deuxième par l’imprimerie de Monsieur, en 1788, 4 tomes in-8º ; la dernière publiée sous les yeux de l’auteur, Paris, Collin, 1809, 6 tomes in-8º.
La liste chronologique ci-dessous comporte des liens avec la base Gallica de la Bibliothèque nationale de France lorsque l'ouvrage est disponible dans cette base de données :
- Pharaon, tragédie en 5 actes et en vers, non représentée, 1748
- Zarès, tragédie en 5 actes et en vers, représentée pour la première fois à la Comédie-Française le 3 juin 1751 (rebaptisée ultérieurement Ninus second)
- Histoire des rois de Rome, 1753-1756
- Les Tuteurs, comédie en 2 actes et en vers, représentée pour la première fois à la Comédie-Française le 5 août 1754
- Le Cercle ou Les Originaux, comédie, représentée pour la première fois sur le nouveau théâtre de Nancy le 26 novembre 1755
- Petites lettres sur de grands philosophes, 1757
- Le Barbier de Bagdad, comédie représentée sur le théâtre de l'auteur à Argenteuil, 1758
- Les Philosophes, comédie en 3 actes et en vers, représentée pour la première fois à la Comédie-Française le 2 mai 1760
- Les Nouveaux Ménechmes, comédie en 5 actes en vers, 1762 (autres titres : Le Rival par ressemblance ; Clerval et Cléon ; Les Méprises)
- La Dunciade française ou la Guerre des sots, poème satirique en 3 chants (ultérieurement étendu à 10 chants), 1764
- Le Satirique ou l'Homme dangereux, comédie en 3 actes et en vers, représentée sur le théâtre de l'auteur à Argenteuil, 1770
- Les Courtisanes ou l'École des mœurs, comédie en 3 actes et en vers, 1775
- Éloge de Voltaire, 1778
- Mémoires pour servir à l’histoire de la littérature depuis François Ier jusqu'à nos jours, 1771, 2 vol. (nombreuses réimpressions : 1775, 1803…)
- Questions importantes sur quelques opinions religieuses, 1791 (rééditions : 1793, 1797)
- Le Génie de Voltaire apprécié dans tous ses ouvrages, 1806

Giacomo Francini argue pour attribuer le pseudonyme « Cerfvol » à Palissot.